# Diocesi di Fatano
La diocesi di Fatano (in latino Dioecesis Phatanensis) è una sede soppressa e sede titolare della Chiesa cattolica.

## Storia
Fatano, identificabile con El-Batanu, è un'antica sede episcopale della provincia romana dell'Egitto Primo nella diocesi civile d'Egitto, ed era suffraganea del patriarcato di Alessandria.
La sede non è menzionata nell'Oriens Christianus di Michel Le Quien, e nessuno dei suoi vescovi è tramandato dalle fonti antiche.
Dal XX secolo Fatano è annoverata tra le sedi vescovili titolari della Chiesa cattolica; la sede è vacante dal 26 marzo 1965.

## Cronotassi dei vescovi titolari
- Jean Wolff, C.S.Sp. † (8 luglio 1941 - 14 settembre 1955 nominato vescovo di Diégo Suarez)
- Youhanna Nueir, O.F.M. † (8 dicembre 1955 - 26 marzo 1965 nominato eparca di Assiut)